# Linutop

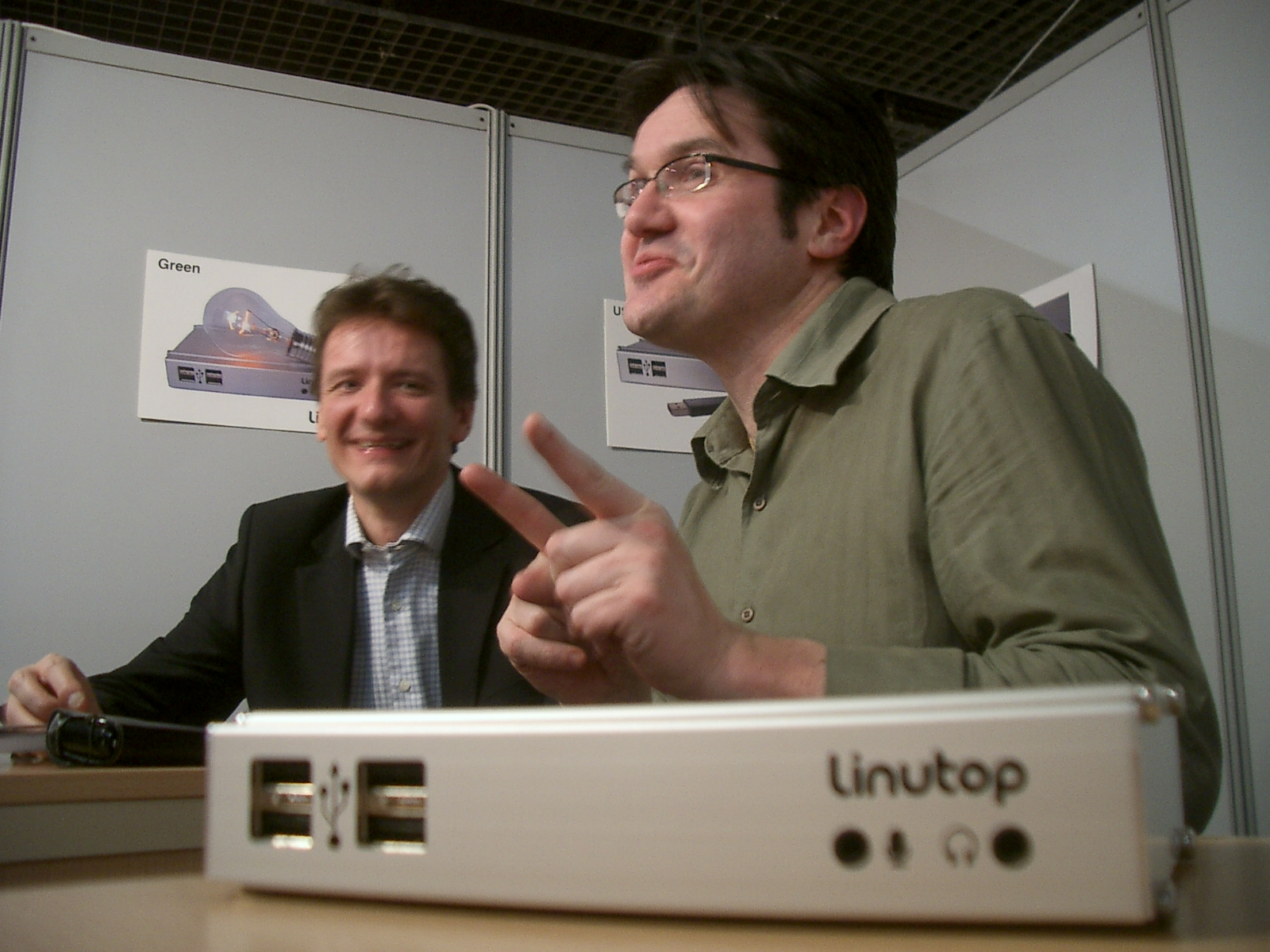
Presentació de linutop

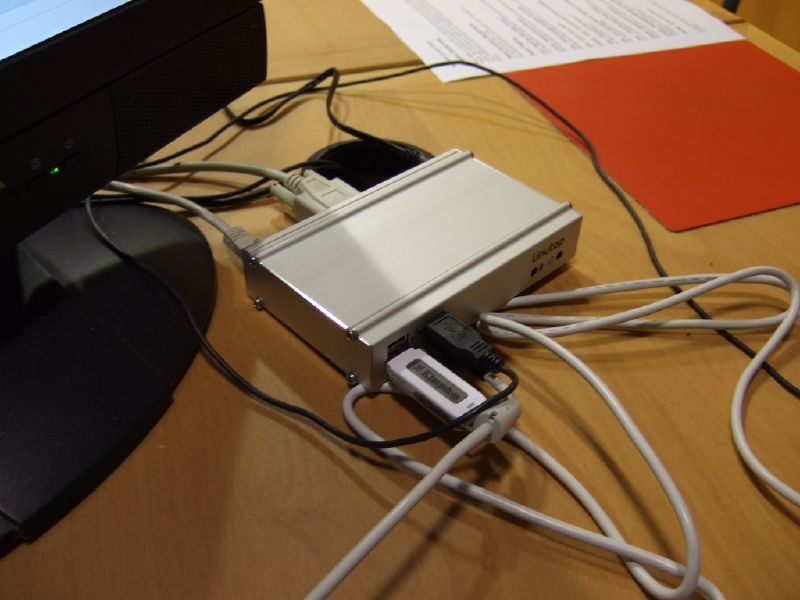
Linutop connectat

Linutop és un ordinador amigable amb l'ambient de 9,3 x 2,7 x 15 cm sense parts mòbils, la seva carcassa està feta tota de metall. Té nucli Linux 2.6. Inclou una varietat d'aplicacions GTK que estan orientades cap a la navegació web i la comunicació per Internet. Linutop també té opcions de multimèdia i té sortida de línia i entrada de micròfon per al so.
El dispositiu pot ser configurat fàcilment com un client lleuger de LTSP. Linutop va ser ideat per ser usat en llocs com cibercafès, biblioteques públiques, o escoles. Les unitats estan sent venudes des de maig de 2007 per uns 280 € (aproximadament USD $445). Inclou el programari Firefox (navegador web), Gaim (missatgeria instantània), Totem (reproductor multimèdia), AbiWord (processador de textos), Evince (visor de documents PDF).

## Material Linutop
El Linutop 1 va ser la primera línia del dispositiu va ser basada en el disseny de referència del ThinCan de la companyia estònia Artec Group.
El Linutop 2 va ser revelat el 20 de febrer de 2008. Estava basat en mini PC FIC IÓ A603 (com el Works Everywhere Appliance). En comparació al Linutop 1 el nou dispositiu té un processador Geode més poderós. També posseeix més memòria i, per tant, pot usar Openoffice.org mentre que Linutop 1 solament podia emprar aplicacions d'oficina més lleugeres com AbiWord i Gnumeric.

### Especificacions
|                     | Linutop 1                      | Linutop 2                              | Linutop 3                                   | Linutop 4                                   |
| ------------------- | ------------------------------ | -------------------------------------- | ------------------------------------------- | ------------------------------------------- |
| CPU                 | AMD Geode LX700 (x86)          | AMD Geode LX800 (x86) a 800 MHz        | Atom N270                                   | Atom N270                                   |
| Memòria RAM         | 256 MiB                        | 512 MiB (ampliable a 1 GiB)            | 1 GiB (ampliable a 2 GiB)                   | 1 GiB (ampliable a 2 GiB)                   |
| Sortida de vídeo    | VGA                            | VGA, màxima resolució 1920x1440 pixels | VGA, DVI, màxima resolució 1920x1440 pixels | VGA, DVI, màxima resolució 1920x1440 pixels |
| Àudio               | Entrada i Sortida (Jack 3mm)   | Entrada i 2 Sortides (Jack 3mm)        | Entrada i Sortida (Jack 3mm)                | Entrada i Sortida (Jack 3mm)                |
| Emmagatzemament     | 1 GiB (memòria USB externa)    | 1 GiB (memòria USB interna)            | 2 GiB (memòria flash interna)               | 2 GiB (memòria flash interna)               |
| Red                 | 10/100 Base-T Ethernet (RJ-45) | 10/100 Base-T Ethernet (RJ-45)         | 10/1000 Base-T Ethernet (RJ-45)             | 10/1000 Base-T Ethernet (RJ-45)             |
| Connexions USB      | 4x USB 2.0                     | 4x USB 2.0                             | 6x USB 2.0                                  | 5x USB 2.0                                  |
| Pes                 | 280 g                          | 580 g                                  | 1,9 kg                                      | 936 g                                       |
| Dimensions          | 9,3 x 2,7 x 15 cm              | 14 x 14 x 3,5 cm                       | 23,5 x 23,6 x 5,5 cm                        | 18,2 x 20,1 x 3,6 cm                        |
| Consum de energia   | 5 W                            | 8 W                                    | <16 W                                       | <14W                                        |
| Alimentació externa |                                | DC 12 V 3.3 A                          | DC 19 V 3.3 A                               | DC 12 V 3.3 A                               |
| Sistema operatiu    | Linutop OS (basat en Xubuntu)  | Linutop OS (basat en Xubuntu)          | Linutop OS (basat en Xubuntu)               | Linutop OS (basat en Xubuntu)               |
| Preu                | 250 €                          | 280 €                                  | 340 €                                       | 400 €                                       |

### Programes inclosos
- Navegador Web: Firefox
- Missatgeria instantània: Gaim
- Reproducció multimèdia: Totem
- Processador de texts: AbiWord
- Visor de documents PDF: Evince